# Corsaint
Corsaint est une commune française située à l'ouest du département de la Côte-d'Or, dans la région Bourgogne-Franche-Comté.

## Géographie
La commune de Corsaint est très rurale, avec peu de commerces, peu d'artisans et aucune industrie.
Elle porte le nom de son village principal, Corsaint, qui abrite la mairie et l'église paroissiale Saint-Maurice. Elle regroupe quelques hameaux dont Ménetreux, Tivauche et Turley.

### Climat
Pour des articles plus généraux, voir Climat de la Bourgogne-Franche-Comté et Climat de la Côte-d'Or.
En 2010, le climat de la commune est de type climat des marges montargnardes, selon une étude du Centre national de la recherche scientifique s'appuyant sur une série de données couvrant la période 1971-2000. En 2020, Météo-France publie une typologie des climats de la France métropolitaine dans laquelle la commune est exposée à un climat océanique altéré et est dans la région climatique  Lorraine, plateau de Langres, Morvan, caractérisée par un hiver rude (1,5 °C), des vents modérés et des brouillards fréquents en automne et hiver. 
Pour la période 1971-2000, la température annuelle moyenne est de 10,2 °C, avec une amplitude thermique annuelle de 16 °C. Le cumul annuel moyen de précipitations est de 833 mm, avec 12,6 jours de précipitations en janvier et 8,5 jours en juillet. Pour la période 1991-2020, la température moyenne annuelle observée sur la station météorologique de Météo-France la plus proche, « Semur En Auxois_sapc », sur la commune de Semur-en-Auxois à 11 km à vol d'oiseau, est de 11,2 °C et le cumul annuel moyen de précipitations est de 778,0 mm,. Pour l'avenir, les paramètres climatiques de la commune estimés pour 2050 selon différents scénarios d'émission de gaz à effet de serre sont consultables sur un site dédié publié par Météo-France en novembre 2022.

## Urbanisme

### Typologie
Au 1er janvier 2024, Corsaint est catégorisée commune rurale à habitat très dispersé, selon la nouvelle grille communale de densité à 7 niveaux définie par l'Insee en 2022.
Elle est située hors unité urbaine. Par ailleurs la commune fait partie de l'aire d'attraction de Semur-en-Auxois, dont elle est une commune de la couronne,. Cette aire, qui regroupe 54 communes, est catégorisée dans les aires de moins de 50 000 habitants,.

### Occupation des sols
L'occupation des sols de la commune, telle qu'elle ressort de la base de données européenne d’occupation biophysique des sols Corine Land Cover (CLC), est marquée par l'importance des territoires agricoles (90,7 % en 2018), une proportion sensiblement équivalente à celle de 1990 (90,9 %). La répartition détaillée en 2018 est la suivante : prairies (59,7 %), terres arables (24,4 %), forêts (7,2 %), zones agricoles hétérogènes (6,7 %), milieux à végétation arbustive et/ou herbacée (2,1 %). L'évolution de l’occupation des sols de la commune et de ses infrastructures peut être observée sur les différentes représentations cartographiques du territoire : la carte de Cassini (XVIIIe siècle), la carte d'état-major (1820-1866) et les cartes ou photos aériennes de l'IGN pour la période actuelle (1950 à aujourd'hui).

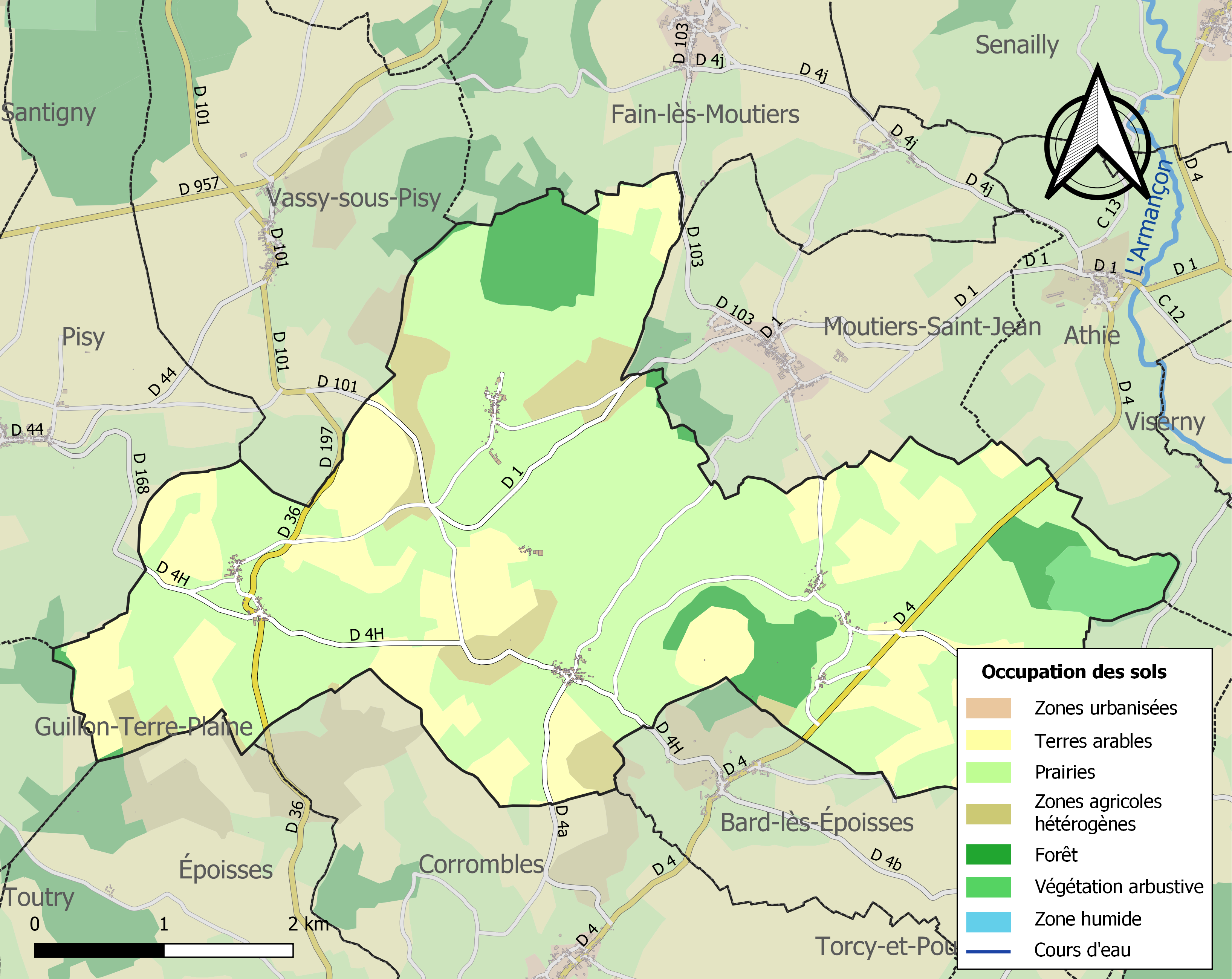
Carte des infrastructures et de l'occupation des sols de la commune en 2018 (CLC).

## Toponymie
Le nom de la localité est attesté sous les formes Corpus Sanctum (vers 950) ; Corsainz (1281) ; Corssainz (XIIIe siècle) ; Corps sains (1339) ; Corsains vers Monstier Saint Jehan (1394) ; Courpssains (1399) ; Corsint, Corpsint, Corpsain, Corsain (fin XIVe siècle) ; Corpsains (1464) ; Corpsainctz (1492) ; Coursains (1498) ; Corssainctz (1534) ; Corsainctz (1541) ; Corpsainct (1576) ; Corps Sainct (1589-1592) ; Corp Sainct (1600) ; Corpsaint (1618) ; Corsaing (1641) ; Corsin (1641) ; Corsaint (1673).

(saint), du latin Sanctus , dans le sens de « reliques de saint » pour désigner un lieu où l'on conservait des reliques. Corsaint rappelle que la localité a été édifiée sur la tombe de Saint Jean de Réome.
Le lieu-dit Tivauche(s) peut tirer son nom du peuple des Taïfales, établi en Gaule romaine comme allié des Romains au Ve siècle.

## Histoire
L'histoire de la commune est typique de celle d'une commune rurale de France. Corsaint connaît ainsi depuis longtemps un déclin progressif. Hier, importante communauté agricole, elle devient peu à peu un lieu mixte de résidence principale pour des gens travaillant dans une ville proche et de résidence secondaire pour des gens travaillant en Île-de-France.

## Politique et administration
| Période                                  | Période  | Identité       | Étiquette | Qualité  |
| ---------------------------------------- | -------- | -------------- | --------- | -------- |
| vers 1818                                |          | Edmé DOUDIN    |           | Vigneron |
| mars 2001                                | 2014     | Gabriel Coupet |           |          |
| mars 2014                                | En cours | Samuel Hopgood | SE        | Employé  |
| Les données manquantes sont à compléter. |          |                |           |          |

## Démographie
L'évolution du nombre d'habitants est connue à travers les recensements de la population effectués dans la commune depuis 1793. Pour les communes de moins de 10 000 habitants, une enquête de recensement portant sur toute la population est réalisée tous les cinq ans, les populations de référence des années intermédiaires étant quant à elles estimées par interpolation ou extrapolation. Pour la commune, le premier recensement exhaustif entrant dans le cadre du nouveau dispositif a été réalisé en 2006.

En 2022, la commune comptait 131 habitants, en évolution de −17,09 % par rapport à 2016 (Côte-d'Or : +0,82 %, France hors Mayotte : +2,11 %).
| 1793 | 1800 | 1806 | 1821 | 1831 | 1836 | 1841 | 1846 | 1851 |
| ---- | ---- | ---- | ---- | ---- | ---- | ---- | ---- | ---- |
| 747  | 651  | 717  | 648  | 648  | 637  | 625  | 630  | 600  |

| 1856 | 1861 | 1866 | 1872 | 1876 | 1881 | 1886 | 1891 | 1896 |
| ---- | ---- | ---- | ---- | ---- | ---- | ---- | ---- | ---- |
| 541  | 518  | 530  | 543  | 550  | 517  | 499  | 448  | 417  |

| 1901 | 1906 | 1911 | 1921 | 1926 | 1931 | 1936 | 1946 | 1954 |
| ---- | ---- | ---- | ---- | ---- | ---- | ---- | ---- | ---- |
| 409  | 398  | 363  | 283  | 269  | 242  | 237  | 252  | 241  |

| 1962 | 1968 | 1975 | 1982 | 1990 | 1999 | 2006 | 2011 | 2016 |
| ---- | ---- | ---- | ---- | ---- | ---- | ---- | ---- | ---- |
| 193  | 147  | 134  | 148  | 117  | 128  | 122  | 149  | 158  |

| 2021 | 2022 | - | - | - | - | - | - | - |
| ---- | ---- | - | - | - | - | - | - | - |
| 141  | 131  | - | - | - | - | - | - | - |

## Lieux et monuments
- Calvaire du hameau de Turley.
- Croix de cimetière.
- Église paroissiale Saint-Maurice.

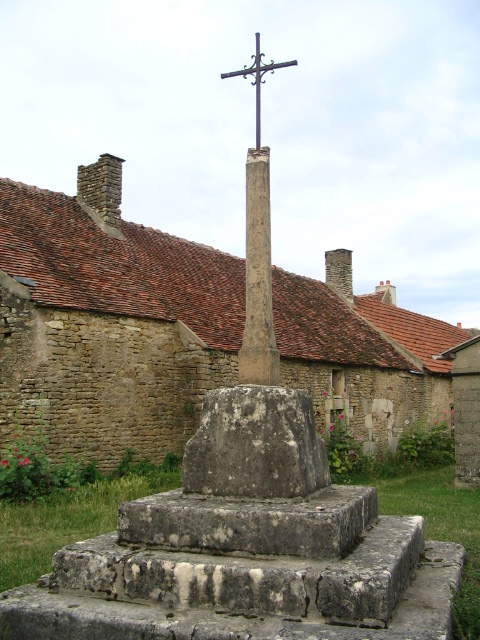
Calvaire de Turley.
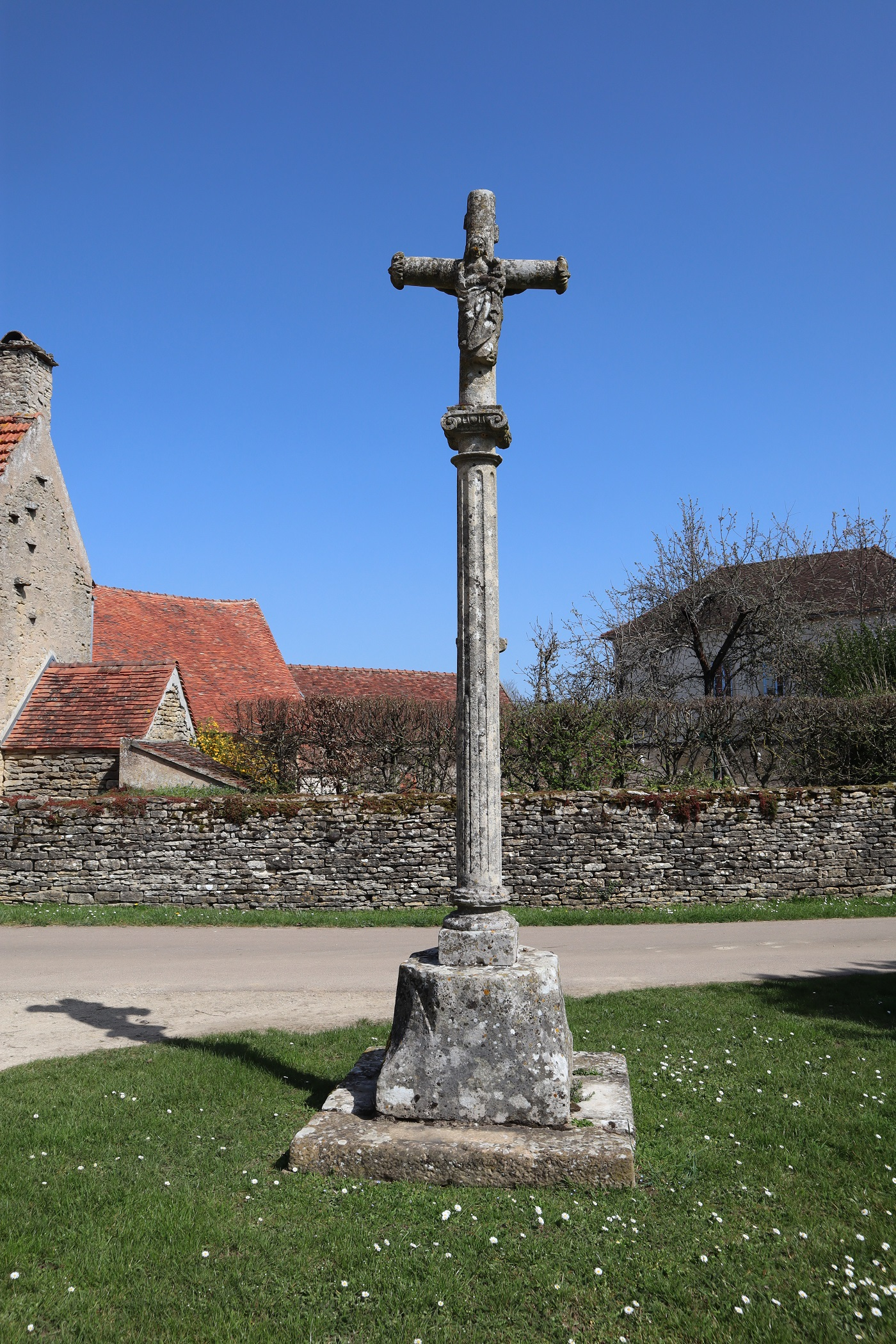
Croix de cimetière.
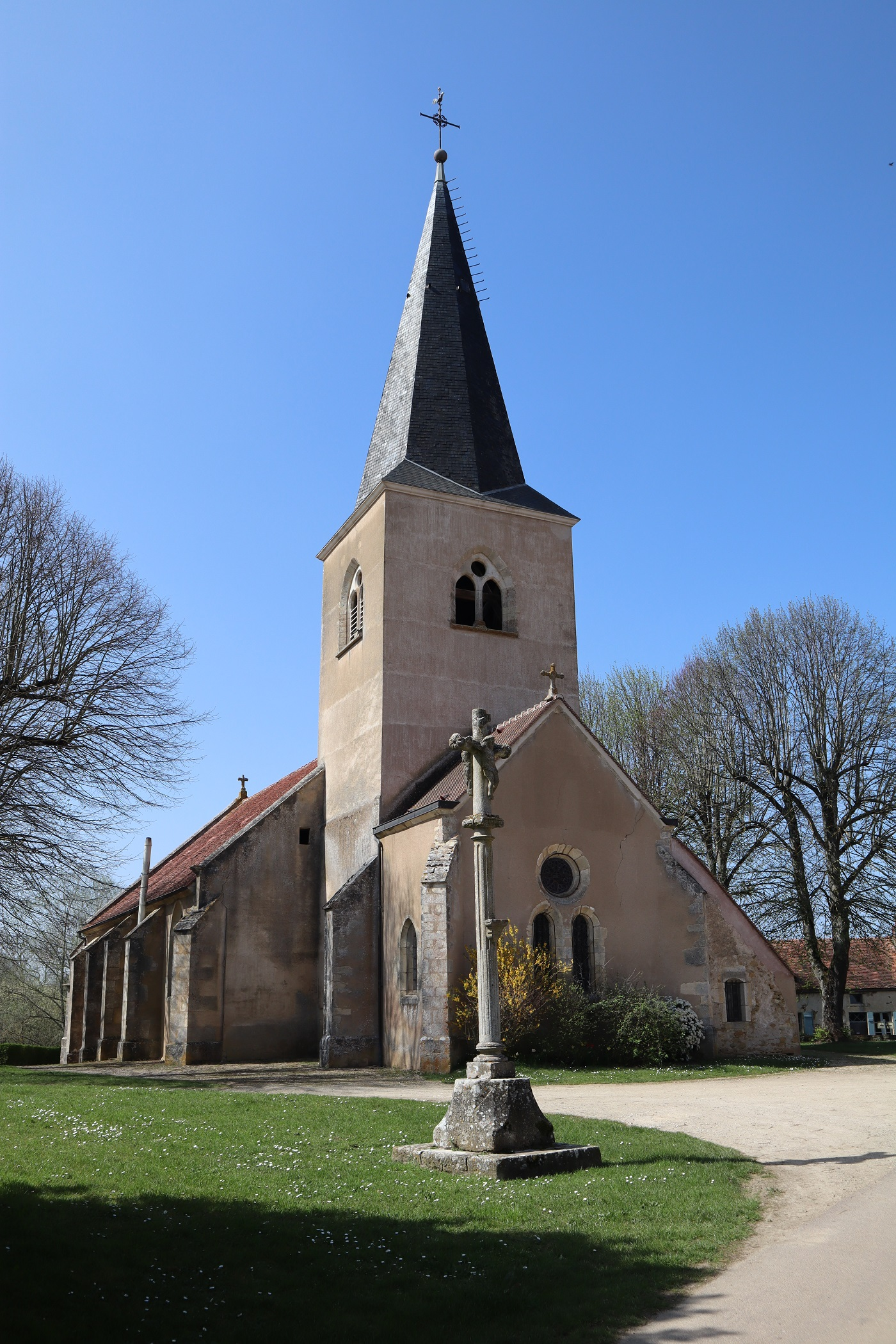
Église Saint-Maurice.

## Personnalités liées à la commune
- Pierre Travaux, sculpteur.